# Bond Street Station
Bond Street Station er en London Underground-station på Oxford Street, nær krydset med New Bond Street. Indgangen til stationen er i West One-storcenteret på hjørnet af Oxford Street og Davies Street – 200 m fra New Bond Street, som stationen er opkaldt efter. Stationen er på Central line mellem Marble Arch og Oxford Circus, og på Jubilee line mellem Baker Street og Green Park. Den er i takstzone 1.

## Historie
Stationen blev åbnet den 24. september 1900 af Central London Railway, tre måneder efter de første stationer på Central line åbnede. Overfladebygningen var designet, som alle de oprindelige CLR-stationer, af arkitekt Harry Bell Measures.
I 1909 foreslog Harry Selfridge en forbindelsestunnel til hans nye Selfridges-butik mod vest, men der var modstand mod idéen.
Stationen har undergået adskille større renoveringer. Den første stod færdig den 8. juni 1926, og indeholdte udskiftning af de oprindelige elevatorer med rulletrapper, en ny cut-and-cover billethal og en ny facade, designet af arkitekt Charles Holden. Denne blev revet ned, under anlæggelsen af butiksarkaden "West One" i 1980'erne. Dette var en periode, hvor Jubilee Line var begyndt at betjene stationen, begyndende den 1. maj 1979. Nogle enkelte elementer af den oprindelige facade er dog bevaret over stationens østlige indgang.
I 2007 gennemgik stationen en større modernisering, hvor vægmalerierne på Central line-perroner fra 1980'erne blev fjernet og erstattet med hvide fliser, hvilket minder om dem, stationen havde ved åbningen i 1900.

## Transportforbindelser
London buslinjer 2, 6, 7, 10, 13, 23, 30, 73, 74, 82, 94, 98, 137, 139, 159, 189, 274, 390 og natlinjer N2, N7, N13, N73, N98 og N207.

## Fremtid
Crossrail line 1 vil standse ved Bond Street. Betjeningen planlægges til at begynde i 2018. Stationen vil gennemgå en genopbygning, for at imødese de ekstra perroner og den øgede fodgængertrafik. Dette indeholder en ny indgang i gadeniveau på nordsiden af Oxford Street. Stationen bliver en af mange nye "trinfrie" stationer. Dette betyder, at der vil være elevatorer til at give adgang til perronerne uden trapper.

## Interessante steder i nærheden
- Bond Street
- Claridge's Hotel
- Handel House Museum, Brook Street
- Wallace Collection, Manchester Square
- Wigmore Hall, Wigmore Street
- Den amerikanske ambassade, Grosvenor Square

## Kulturelle referencer
Stationen og banen er nævnt i omkvædet i Sweet Thursdays sang "Gilbert Street" fra 1969.

## Galleri
- Central line vestgående perron, set mod øst
- Central line rondel, vestgående perron
- Mosaik på Jubilee line-perron